# Xi1 Sagittarii
Xi1 Sagittarii (ξ1 Sagittarii, förkortat Xi1 Sgr, ξ1 Sgr) som är stjärnans Bayerbeteckning, är en ensam stjärna belägen i den norra delen av stjärnbilden Skytten. Den har en skenbar magnitud på 5,06 och är synlig för blotta ögat där ljusföroreningar ej förekommer. Baserat på parallaxmätning inom Hipparcosuppdraget på ca 1,6 mas, beräknas den befinna sig på ett avstånd av ca 2 100 ljusår (ca 600 parsek) från solen. Då den befinner sig nära ekliptikan kan den ockulteras av månen eller, mycket sällan, av någon planet.

## Egenskaper
Xi1 Sagittarii är en blå till vit superjättestjärna av spektralklass B9/A0 Ib, som har förbrukat dess väte i kärnan. Den har en massa som är ca 8 gånger större än solens massa, en radie som är ca 15 gånger större än solens och utstrålar från dess fotosfär ca 2 750 gånger mera energi än solen vid en effektiv temperatur på ca 9 400 K.